# Совя-Ґура (Мендзиходський повіт)
Совя-Ґура (пол. Sowia Góra, нім. Eulenberg) — село в Польщі, у гміні Мендзихуд Мендзиходського повіту Великопольського воєводства.
Населення — 24 особи (2011).
У 1975-1998 роках село належало до Гожовського воєводства.

## Демографія
Демографічна структура станом на 31 березня 2011 року:
|          | Загалом | Допрацездатний вік | Працездатний вік | Постпрацездатний вік |
| -------- | ------- | ------------------ | ---------------- | -------------------- |
| Чоловіки | 12      | 2                  | 10               | 0                    |
| Жінки    | 12      | 1                  | 10               | 1                    |
| Разом    | 24      | 3                  | 20               | 1                    |